# Sceliotrachelinae
Sceliotrachelinae – podrodzina błonkówek z infrarzędu owadziarek i rodziny Platygastridae.

## Morfologia
Błonkówki o budowie ogólnie bardziej zwartej niż pokrewne Platygastrinae, tęgością przywodzące na myśl Telenominae. Nieznane są żadne synapomorfie omawianej podrodziny. Samice mają często czułki o gwałtownie się zaczynającej buławce, zwykle masywnej i zbudowanej z trzech lub czterech członów, niekiedy zlanych w jeden potężny klawomer. Skrzydło przednie najczęściej ma rurkowatą, kikutowato zwieńczoną żyłkę submarginalną, ale czasem użyłkowanie może być nieobecne. Metasoma ma boki pozbawione żeberek, co najwyżej z zaostrzonymi krawędziami.

## Ekologia i występowanie
Sceliotrachelinae są idiobiontycznymi parazytoidami wewnętrznymi jaj i larw różnych grup owadów. Do ich poznanych żywicieli należą jaja chrząszczy z rodzin ryjkowcowatych i kózkowatych  i pluskwiaków z grupy piewików oraz larwy błonkówek z rodziny grzebaczowatych i pluskwiaków z infrarzędów czerwców i mączlików.
Podrodzina kosmopolityczna, znana ze wszystkich kontynentów oprócz Antarktydy. Największą różnorodność gatunkową wydaje się osiągać na półkuli południowej.

## Taksonomia
Takson ten wprowadzony został w 1908 roku przez Charlesa Thomasa Bruesa w serii Genera Insectorum jako monotypowa podrodzina, z Sceliotrachelus jako jedynym rodzajem. W 1926 roku Jean-Jacques Kieffer przeniósł ów rodzaj do plemienia Platygastrini w obrębie Platygastrinae, znosząc tym samym omawianą podrodzinę. W 1964 roku omawiany takson przywrócony został przez Lubomíra Masnera w randze plemienia Sceliotrachelini w obrębie podrodziny Inostemmatinae, a wprowadzone pięć lat wcześniej plemię Amitini zsynonimizowane z nim. W 1989 roku L. Masner i Lars Huggert zrezygnowali z wyróżniania Inostemmatinae i przywrócili Sceliotrachelinae jako jedną z dwóch podrodzin Platygastridae.
Do podrodziny tej zalicza się 28 rodzajów:

- Afrisolia Masner et Huggert, 1989
- Aleyroctonus Masner et Huggert, 1989
- Alfredella Masner et Huggert, 1989
- Allotropa Förster, 1856
- Amitus Haldeman, 1850
- Aphanomerella Dodd, 1913
- Aphanomerus Perkins, 1905
- Austromerus Masner et Huggert, 1989
- Calixomeria Lahey et Masner, 2019
- Calomerella Masner et Huggert, 1989
- Errolium Masner et Huggert, 1989
- Fidiobia Ashmead, 1894
- Helava Masner et Huggert, 1989
- Isolia Förster, 1878
- Masnerium Polaszek, 2009
- Nanomerus Masner et Huggert, 1989
- Neobia Masner et Huggert, 1989
- Oligomerella Masner et Huggert, 1989
- Parabaeus Kieffer, 1910
- Platygastoides Dodd, 1913
- Platystasius Nixon, 1937
- Plutomerus Masner et Huggert, 1989
- Pseudaphanomerus Szelényi, 1941
- Pulchrisolia Szabó, 1959
- Sceliotrachelus Brues, 1908
- Tetrabaeus Kieffer, 1912
- Zelamerus Masner et Huggert, 1989
- Zelandonota Masner et Huggert, 1989